# Полосатый уж
Полосатый уж (лат. Nerodia fasciata) — вид змей из семейства ужеобразных, обитающий в Северной Америке.
Общая длина колеблется от 60 до 110 см, однако известны рекордные особи длиной более 1,5 м. Наблюдается половой диморфизм — самки немного крупнее самцов. Чешуя спины килеватая. Туловище коричневого или оливково-серого цвета с заметными тёмными поперечными полосами, которые сливаются на спине. От глаз до заднего угла рта тянется чёрная полоса. По бокам брюха присутствует шахматный рисунок из тёмных и белых чешуек. Встречается множество цветовых вариаций: поперечные полосы могут быть красными, коричневыми или чёрными, основные цвета: красный, жёлтый, каштановый или серый. Полосы могут заходить по бокам на светлое брюхо. Большинство особей с возрастом темнеют, но некоторые сохраняют яркую, контрастную окраску в течение всей жизни.
Яйцеживородящая змея. Самка рождает до 10 детёнышей.
Питается рыбой и различными амфибиями.

## Ареал
Живёт в следующих штатах США: Техас, Луизиана, Оклахома, Арканзас, Миссисипи, Алабама, Флорида, Джорджия, Южная и Северная Каролина, Миссури и Иллинойс.
Любит места вокруг пресноводных водоёмов: рек, ручьев, озёр, прудов и болот. Очень редко встречается около солоноватых морских заливов. Питается рыбой и земноводными.